# The Lovers of Valdaro (musikgrupp)
The Lovers of Valdaro är en svensk musikduo bestående av Erik Høiby och Adam Warhester. 

## Melodifestivalen
Duon valdes som deltagare i Melodifestivalen 2019 med det tävlande bidraget "Somebody Wants", skriven av Peter Boström, Thomas G:son och Erik Høiby. De tävlade med bidraget i den tredje deltävlingen som sändes från Leksand lördag 16 februari 2019. Bidraget fick totalt 637 917 röster, vilket gav det en sjundeplats. Bidraget tog sig därmed inte vidare i tävlingen. 
Duon kom med i Melodifestivalen genom talangtävlingen P4 Nästa i Sveriges Radio under sommaren 2018.

## Diskografi

### EP
- Euphoric Melancholic Electronic (2018)

### Singlar
- "Lost Forever" (2018)
- "Somebody Wants" (2019)
- "Faster to Nowhere" (2019)

### Fotnoter
1. ↑  ”The Lovers of Valdaro har oddsen mot sig” (på svenska). Folkbladet. 16 februari 2019. Arkiverad från originalet den 24 februari 2019. https://web.archive.org/web/20190224001716/https://www.folkbladet.se/kultur-noje/the-lovers-of-valdaro-har-oddsen-mot-sig-om5788093.aspx. Läst 23 februari 2019.